# Commidendrum
Commidendrum é um género botânico pertencente à família Asteraceae.